# Bukovec Zelinski
Bukovec Zelinski är en ort i Kroatien.   Den ligger i länet Zagrebs län, i den nordöstra delen av landet, 21 km nordost om huvudstaden Zagreb. Bukovec Zelinski ligger 125 meter över havet och antalet invånare är 425.
Terrängen runt Bukovec Zelinski är platt åt sydost, men åt nordväst är den kuperad. Runt Bukovec Zelinski är det ganska tätbefolkat, med 67 invånare per kvadratkilometer. Närmaste större samhälle är Sesvete, 10,9 km sydväst om Bukovec Zelinski. Omgivningarna runt Bukovec Zelinski är en mosaik av jordbruksmark och naturlig växtlighet.